# Geena Davis Show
Geena Davis Show (The Geena Davis Show) è una serie televisiva statunitense in 22 episodi trasmessi per la prima volta nel corso di una sola stagione dal 2000 al 2001. È una sitcom che ha come protagonista l'ex donna in carriera e casalinga di periferia Teddie Cochran, interpretata da Geena Davis.

## Personaggi e interpreti
- Teddie Cochran (22 episodi, 2000-2001), interpretata da Geena Davis.
- Max Ryan (22 episodi, 2000-2001), interpretato da Peter Horton.
- Hillary (22 episodi, 2000-2001), interpretata da Mimi Rogers.
- Judy (22 episodi, 2000-2001), interpretata da Kim Coles.
- Carter Ryan (22 episodi, 2000-2001), interpretato da John Francis Daley.
- Eliza Ryan (22 episodi, 2000-2001), interpretata da Makenzie Vega.
- Gladys (22 episodi, 2000-2001), interpretata da Esther Scott.
- Alan (22 episodi, 2000-2001), interpretato da Harland Williams.
- Mr. Kern (3 episodi, 2000-2001), interpretato da Michael Kostroff.
- Wendy (3 episodi, 2000), interpretata da Ruth Rudnick.
- Nadina (3 episodi, 2000), interpretata da Wendy Schenker.
- Fred (3 episodi, 2000-2001), interpretato da Jerry Lambert.
- Isabel (3 episodi, 2001), interpretata da Erika Christensen.

## Produzione
La serie, ideata da Terri Minsky, fu prodotta da Touchstone Television e Wass/Stein Productions e girata a Los Angeles in California. Le musiche furono composte da Becky Kneubuhl e Jonathan Wolff. Tra i registi è accreditato Andy Cadiff.

### Sceneggiatori
Tra gli sceneggiatori sono accreditati:
- Terri Minsky in 8 episodi (2000)
- Dawn DeKeyser in 2 episodi (2000)
- Jonathan M. Goldstein
- Judy Toll
- James Vallely

## Distribuzione
La serie fu trasmessa negli Stati Uniti dal 10 ottobre 2000 al 12 giugno 2001 sulla rete televisiva ABC. In Italia è stata trasmessa nel 2005 su Rai 2 con il titolo Geena Davis Show.
Alcune delle uscite internazionali sono state:
- negli Stati Uniti il 10 ottobre 2000 (The Geena Davis Show)
- in Francia il 13 marzo 2001 (Geena)
- in Nuova Zelanda il 15 maggio 2001
- in Islanda il 18 settembre 2001
- in Portogallo il 10 settembre 2003
- in Austria il 5 febbraio 2005
- in Italia (Geena Davis Show)

## Episodi
| Stagione       | Episodi | Prima TV USA |
| -------------- | ------- | ------------ |
| Prima stagione | 22      | 2000-2001    |